# Tempoal de Sánchez
Tempoal de Sánchez är en ort i Mexiko.   Den ligger i kommunen Tempoal och delstaten Veracruz, i den sydöstra delen av landet, 240 km norr om huvudstaden Mexico City. Tempoal de Sánchez ligger 64 meter över havet och antalet invånare är 12 558.
Terrängen runt Tempoal de Sánchez är platt. Runt Tempoal de Sánchez är det ganska tätbefolkat, med 72 invånare per kvadratkilometer. Tempoal de Sánchez är det största samhället i trakten. Omgivningarna runt Tempoal de Sánchez är en mosaik av jordbruksmark och naturlig växtlighet.